# Józef Zawitkowski
Józef Zawitkowski, ps. ks. Tymoteusz (ur. 23 listopada 1938 w Wale, zm. 29 października 2020 w Warszawie) – polski duchowny rzymskokatolicki, poeta, kompozytor, biskup pomocniczy warszawski w latach 1990–1992, biskup pomocniczy łowicki w latach 1992–2013, od 2013 biskup pomocniczy senior diecezji łowickiej.

## Życiorys
Urodził się 23 listopada 1938 w Wale. W latach 1952–1954 kształcił się w Niższym Seminarium Duchownym w Gostyniu, następnie w latach 1954–1956 w Niższym Seminarium Duchownym w Warszawie, gdzie też złożył egzamin dojrzałości. W latach 1956–1962 odbył studia filozoficzno-teologiczne w Metropolitalnym Wyższym Seminarium Duchownym w Warszawie. Święcenia subdiakonatu otrzymał we wrześniu 1961, a święcenia diakonatu trzy miesiące później. Święceń prezbiteratu udzielił mu 20 maja 1962 w archikatedrze św. Jana Chrzciciela w Warszawie kardynał Stefan Wyszyński, prymas Polski. W 1966 uzyskał zgodę na podjęcie studiów w Instytucie „Musica Sacra” w Aninie. W latach 1967–1970 odbył studia na Wydziale Teologicznym Akademii Teologii Katolickiej w Warszawie w Sekcji Muzyki Kościelnej, które ukończył z tytułem magistra teologii w zakresie muzyki kościelnej.
Przez 11 lat pracował jako wikariusz kolejno w parafiach: Wniebowzięcia Najświętszej Maryi Panny w Krośniewicach (1962–1965), św. Jana Kantego w Legionowie (1965–1966), Nawrócenia św. Pawła Apostoła w Warszawie (1966–1968), św. Zygmunta w Warszawie (1968–1971) i w parafii archikatedralnej św. Jana Chrzciciela w Warszawie (1971–1973). W latach 1973–1978 był rezydentem przy parafii Dzieciątka Jezus w Warszawie. Od 1978 do 1982 pełnił funkcję proboszcza w parafii św. Jana Apostoła i Ewangelisty w Warszawie. W 1982 został ustanowiony proboszczem parafii kolegiackiej Wniebowzięcia Najświętszej Maryi Panny w Łowiczu. W latach 1982–1990 był ponadto dziekanem dekanatu Łowicz-Kolegiata. W 1970 został pedagogiem w Instytucie „Musica Sacra” w Aninie. Od 1971 do 1982 pełnił funkcję kierownika Kursu Szkolenia Organistów Archidiecezji Warszawskiej. W latach 1975–1978 był referentem w Wydziale Duszpasterskim Kurii Metropolitalnej. Ponadto w archidiecezji warszawskiej do jego zadań należało koordynowanie duszpasterstwa służby zdrowia. W latach 1980–2006 był członkiem Redakcji Mszy Świętej Radiowej, wygłaszając podczas mszy świętych transmitowanych z kościoła św. Krzyża w Warszawie przez I Program Polskiego Radia blisko 140 homilii. W 1981 otrzymał przywilej noszenia rokiety i mantoletu. W 1985 został mianowany kanonikiem gremialnym prymasowskiej kapituły kolegiackiej w Łowiczu.
Kompozytor małych form muzycznych dla chórów i zespołów wokalnych. Autor tekstów pieśni kościelnych, m.in. Panie dobry jak chleb oraz Abyśmy byli jedno. Publikował pod pseudonimem ks. Tymoteusz. Autor m.in. modlitewników Panie mój; Tobie, Panie, zaufałem, bajek Dawno, dawno temu, a także książek: …będę z Panem gadał; Trzymaj się!; To jest Ktoś!.
26 maja 1990 papież Jan Paweł II mianował go biskupem pomocniczym archidiecezji warszawskiej ze stolicą tytularną Ausana. Święcenia biskupie otrzymał 9 czerwca 1990 na Rynku Tadeusza Kościuszki w Łowiczu przy kolegiacie Wniebowzięcia Najświętszej Maryi Panny. Udzielił mu ich kardynał Józef Glemp, arcybiskup metropolita warszawski i prymas Polski, któremu asystowali Damian Zimoń, biskup diecezjalny katowicki, i Władysław Miziołek, biskup pomocniczy warszawski. Jako zawołanie biskupie przyjął słowa „Servus et filius ancillae” (Jam sługa Twój, syn służebnicy). W latach 1990–1992 piastował urząd wikariusza generalnego. Rezydował w Łowiczu jako tamtejszy wikariusz biskupi, pozostając proboszczem parafii kolegiackiej. W latach 1991–1992 był prepozytem kapituły prymasowskiej w Łowiczu. Należał do rady kapłańskiej, kolegium konsultorów i rady biskupiej archidiecezji warszawskiej.
25 marca 1992 został mianowany biskupem pomocniczym nowo utworzonej diecezji łowickiej. W diecezji objął urząd wikariusza generalnego, a także przewodniczącego Wydziału Duszpasterskiego, Wydziału Nauki Katolickiej i Wydziału Spraw Zakonnych. Został ponadto członkiem Komisji Organistowskiej, a także rady kapłańskiej i kolegium konsultorów. 9 grudnia 2013 papież Franciszek przyjął jego rezygnację z obowiązków biskupa pomocniczego diecezji łowickiej.
W Konferencji Episkopatu Polski w latach 90. był członkiem Komisji ds. Duszpasterstwa Liturgicznego, w ramach której pełnił funkcję przewodniczącego Podkomisji ds. Muzyki Kościelnej. W 2008 został opiekunem duchowym Związku Towarzystw Gimnastycznych „Sokół” w Polsce.
Zmarł 29 października 2020 w Warszawie. 7 listopada 2020 został pochowany na cmentarzu w Żdżarach.

## Odznaczenia i wyróżnienia
W 1995 prezydent RP Lech Wałęsa nadał mu Krzyż Komandorski Orderu Odrodzenia Polski.
W 2007 został odznaczony Srebrnym Medalem „Zasłużony Kulturze Gloria Artis”.
Otrzymał tytuł honorowego obywatela: Krośniewic (1997), Skierniewic (1997), Łowicza (1998), Nowego Miasta nad Pilicą (2000), Warszawy (2008), Rawy Mazowieckiej (2010) oraz gminy Lipce Reymontowskie (2006). Został także uhonorowany tytułem „Zasłużony dla Ziemi Rawskiej” (2008).
Został laureatem Ogólnopolskiej Nagrody Literackiej im. Franciszka Karpińskiego (1998), Nagrody specjalnej im. Włodzimierza Pietrzaka, Nagrody im. ks. prof. Janusza Pasierba (2004), Feniksa Specjalnego (2012) oraz Nagrody im. Witolda Hulewicza (2012).